# Nicolas Nieto
Nicolas Nieto, né le 6 avril 1994 à Vernon (Eure), est un handballeur professionnel français.
Il mesure 1,95 m et pèse 111 kg,,. Il joue au poste de pivot pour le club du Tremblay Handball depuis 2025.

## Biographie
Originaire de l'Eure, Nicolas Nieto évolue pendant 7 ans au HBC Gaillon Aubevoye puis au Saint-Marcel Vernon. Il évolue alors au poste d'arrière gauche et est sélectionné en équipe de France jeunes
En 2011, il intègre le centre de formation de Dunkerque HGL avant de passer professionnel au sein du club nordiste en 2013. 
Après sept ans à Dunkerque, alors que son club voulait le prolonger, il décide de rejoindre le club gardois de l'USAM Nîmes Gard.
Trois saisons plus tard, il rejoint en 2021 le Limoges Handball. En 2025, après quatre ans à Limoges, le pivot signe pour le Tremblay Handball.